# Spărgător de gheață
Spărgătorul de gheață este o navă special construită sau amenajată destinată să spargă gheața din porturi, fluvii și mări în vederea redresării drumurilor navigabile. Este prevăzut cu motoare puternice și etrava întărită. Sparge gheața prin lovire, tăiere sau apăsare.

## Istoric

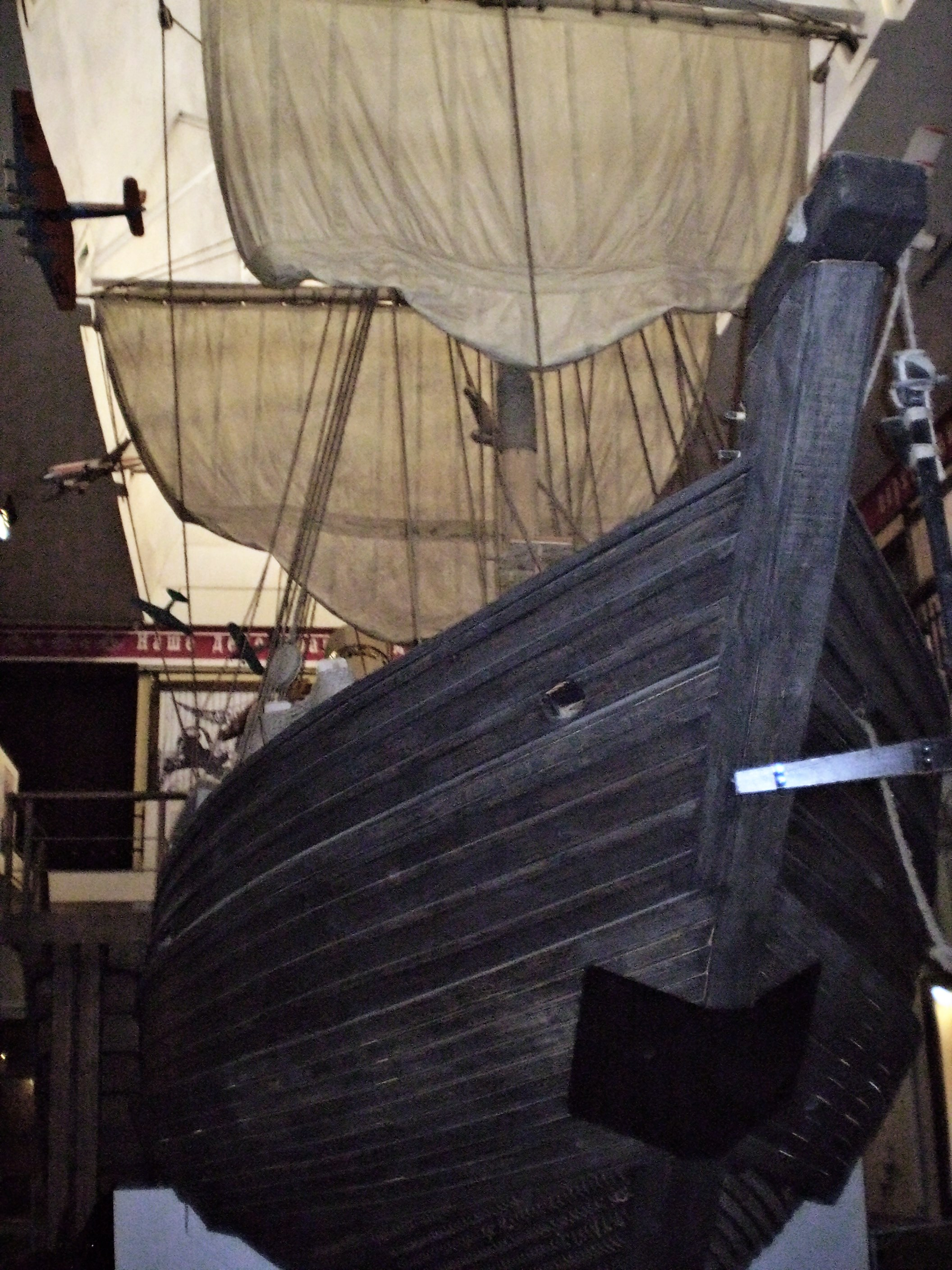
O barcă „koch”

Primele ambarcațiuni utilizate în apele polare au fost caiacele oamenilor indigeni din Arctica, pentru deplasare pe gheață.
În secolele al XI-lea și al X-lea, extinderea vikingilor ajunge pînă la Atlanticul de Nord, apoi în Groenlanda și Svalbard din Oceanul Arctic. 
În secolul al XI-lea, locuitorii ruși de la Marea Albă, pomorii, construiau un tip special de mici nave din lemn cu catarg, numite „koch”-uri cu care navighează în regiunea arctică a mărilor și mai târziu pe râurile siberiene. 
Prima navă proiectată și construiă special pentru scopuri de spargere a gheții, a fost vaporul cu abur și cu zbaturi, City Ice Boat No. 1, de 51 de metri lungime, care a fost construit pentru orașul Philadelphia de către Vandusen & Birelyn în 1837. Zbaturile din lemn ale navei propulsate de două motoare cu aburi de 250 CP, erau consolidate cu un înveliș metalic.

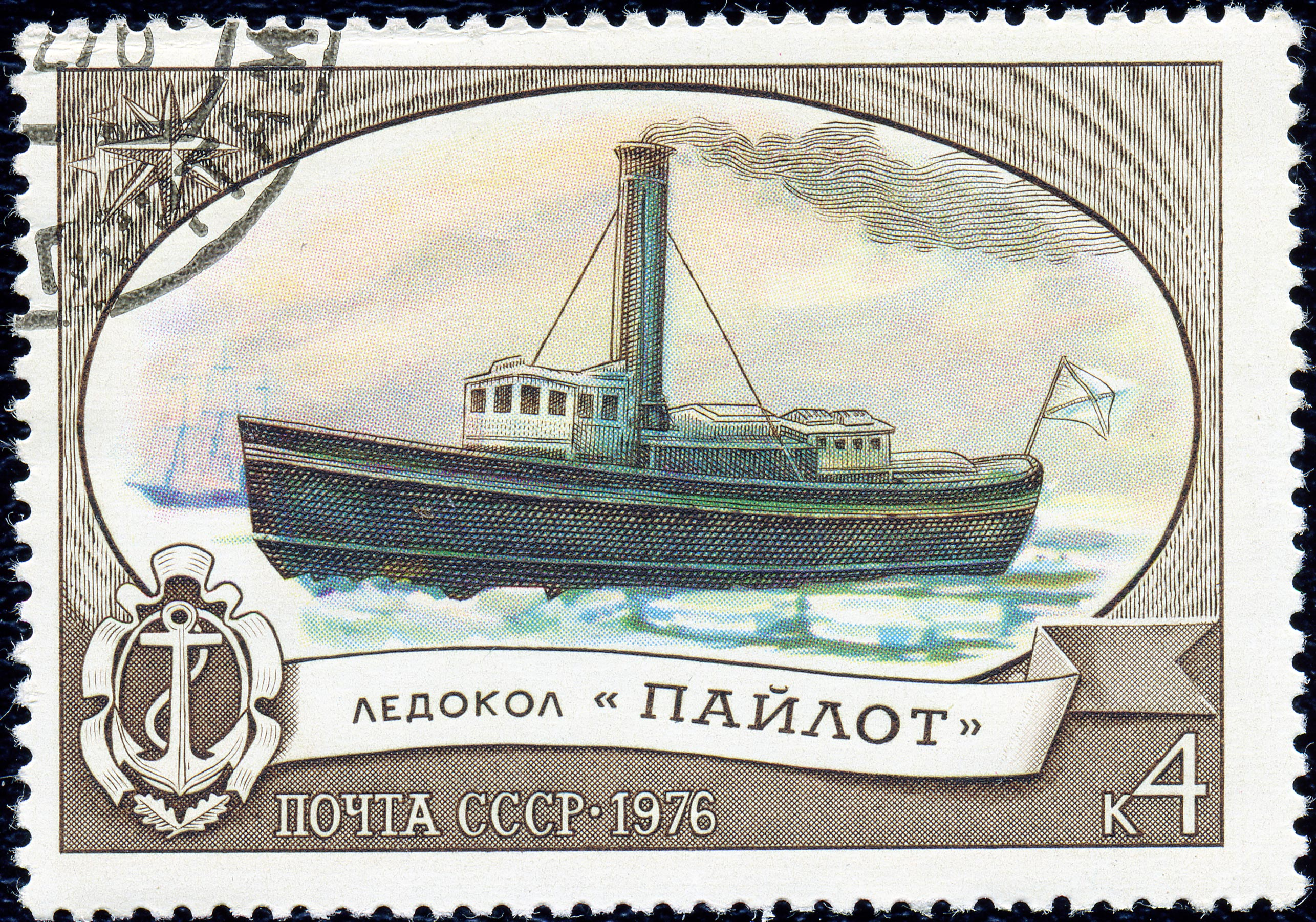
Spărgătorul de gheaţă Pilot

Unul din primele spărgătoare de gheață, precum și primul cu coca metalică a fost vaporul cu abur rusesc Pilot, construit în 1864 după planurile lui Mikhail Britnev. Nava avea prova ridicată cu 20° pentru spargerea gheții. Pilot a fost folosit între 1864-1890 pentru navigație în Golful Finlanda între Kronstadt și Oranienbaum, extinzând astfel sezonul de vară pentru navigație cu mai multe săptămâni. Britnev a mai construit o navă similară, Boy în 1875 și o a treia, Booy în 1889.

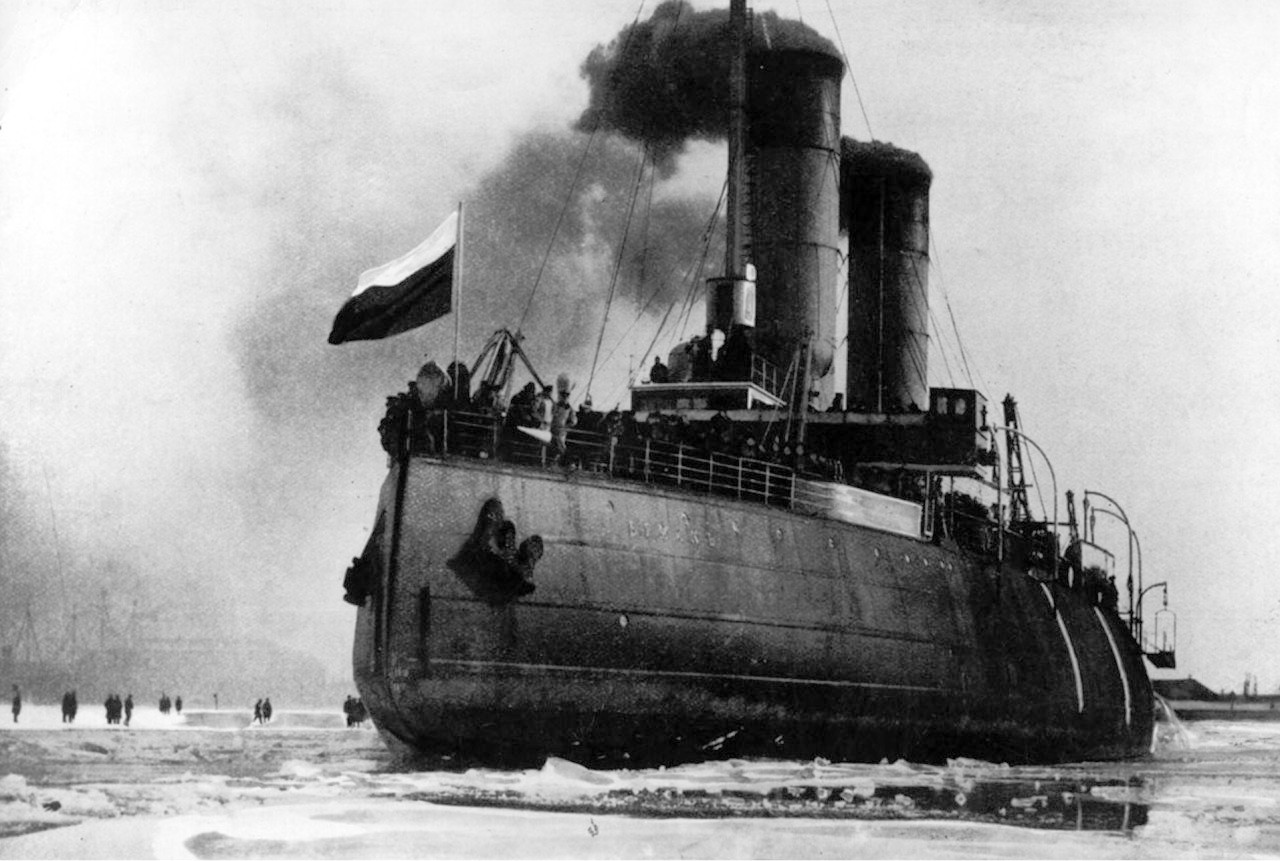
Spărgătorul de gheaţă Yermak

Similar conceptului lui Pilot a fost și Yermak, primul spărgător de gheață modern, construit în Anglia pentru Rusia, sub supravegherea amiralului Stepan Makarov. Între anii 1899-1911, Yermak a navigat în condiții dificile de gheață în apele polare pentru mai mult de 1000 de zile.
La începutul secolului al XX-lea, mai multe țări au început să conceapă spărgătoare de gheață. Cele mai multe au fost spărgătoare de gheață pentru zona de coastă, însă Rusia și mai târziu Uniunea Sovietică, au construit, de asemenea, spărgătoare de gheață maritime cu deplasamente de 10 000 de tone, în cele din urmă cu propulsie diesel-electrică.
În următorii ani au fost introduse mai multe tehnologii moderne în construcția spărgătoarelor de gheață, printre care și propulsia nucleară odată cu lansarea navei V.I. Lenin în 1957.

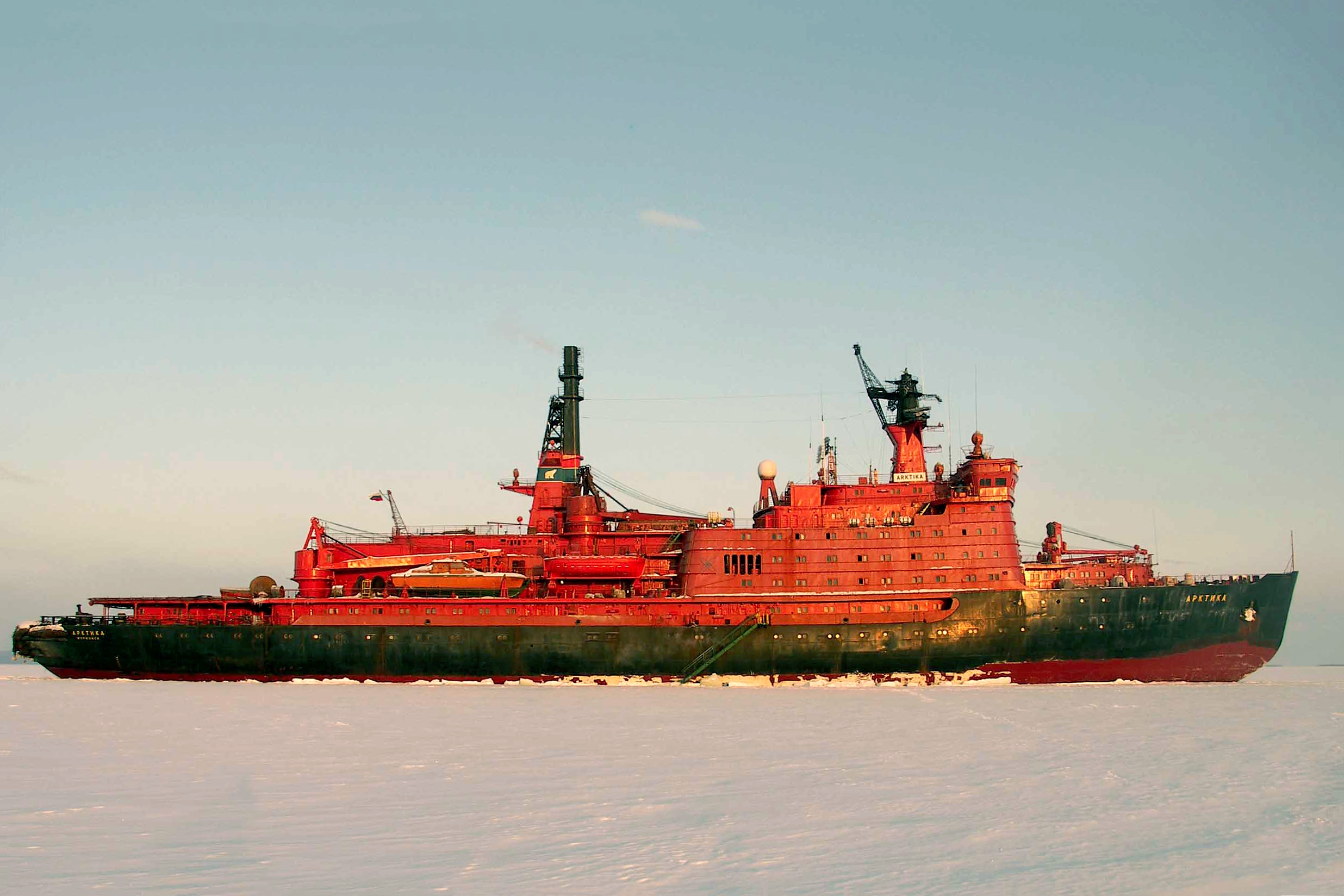
NS Arktika

Al doilea spărgător de gheață nuclear sovietic a fost NS Arktika, nava pilot al clasei Arktika. În serviciu din anul 1975, a fost prima navă care a atins zona Polului Nord, la 17 august 1977.
În anul 2007, a fost finalizat NS 50 Let Pobedy, al șaselea și ultimul spărgător de gheață rus din clasa Arktika, la șantierele navale din Murmansk. În prezent acesta este cel mai mare spărgător de gheață din lume.

## Sisteme de construcție
Spărgătoarele de gheață au etrava și bordajul întărite pentru a putea despica prin lovire învelișul de gheață. Operațiunea poate fi ușurată prin urcarea provei pe suprafața gheții. Sub încărcare, gheața cedează și nava poate înainta. Acest procedeu este îmbunătățit prin utilizarea unor tancuri de balast așezate spre provă și pupă cu ajutorul cărora se poate produce după necesitate apuparea aprovarea spărgătorului de gheață. Prin apupare acesta se urcă pe suprafața de gheață iar prin aprovare presiunea crește și gheața cedează. Aceasta poate fi grăbită prin instalarea a 1 sau 2 elice la prova navei care trag apa de sub gheață.

## Spărgătoare de gheață românești
Pe Dunăre, înainte de al Doilea Război Mondial a funcționat remorcherul Mântuirea, care deschidea un șenal navigabil între Brăila și Marea Neagră în special pentru cargourile prinse de ghețuri.
În anul 1966 a fost lansat la apă Viteazul, primul spărgător de gheață și salvator de nave naufragiate construit în România.

## Articole pe teme de glaciologie
- Aisberg
- Alpii înalți
- Antarctica
- Arctica
- Ablație (fenomen)
- Balanța masei unui ghețar
- Banchiză
- Calotă glaciară
- Calotă polară
- Circ glaciar
- Climatul calotelor polare
- Criosferă
- Ecoton, tranziția între două comunități ecologice
- Efectul de trecere, efectul de contrast între mediile diferite ale unui ecosistem
- Efectul Massenerhebung
- Gheață
- Ghețar
- Glaciologie
- Încălzirea globală
- Înzăpezire
- Lac glaciar
- Linia arborilor
- Linia ghețarilor
- Linia înghețului
- Linia de îngheț (astrofizică)
- Linia zăpezii
- Listă de țări în care ninge
- Listă de lacuri din România
- Morenă
- Nivologie
- Sculptura în gheață
- Spărgător de gheață
- Tundră
- Tundră alpină
- Zăpadă
- Zonă de ablație
- Zonă de acumulare